# Adhesión de Serbia a la Unión Europea
La adhesión de Serbia a la Unión Europea depende de importantes factores. Mientras que tanto el Gobierno de Serbia como la Unión Europea están de acuerdo con la posibilidad de que este país pase a formar parte de la Unión, el proceso necesita una reforma interna de Serbia ya que el país enfrenta dos problemas fundamentales para avanzar hacia la integración en la Unión. El primero es el rechazo de Serbia a imponer las sanciones de la UE a Rusia para cumplir con la exigencia de que «un país candidato debe coordinar su política exterior con la de la Unión». El segundo es el estatus de Kosovo y la presión de la UE para la normalización de las relaciones entre Serbia y el gobierno de Kosovo para el mutuo reconocimiento.
El 7 de noviembre de 2007, Serbia inició los trámites del Acuerdo de estabilización y asociación (AEA) con la Unión Europea. A la firma del AEA se opusieron los gobiernos de los Países Bajos y Bélgica, mientras España estaba del lado de Serbia. El gobierno serbio firmó el AEA el 29 de abril de 2008. El 22 de diciembre de 2009, el presidente Boris Tadić presentó oficialmente la solicitud de ingreso de Serbia en la unión, refrendado por la captura de Ratko Mladić el 26 de mayo de 2011 y de Goran Hadžić el 20 de julio del mismo año. La condición esencial impuesta por la Comisión Barroso al gobierno serbio para su ingreso en la unión era la captura y entrega al Tribunal Penal Internacional para la ex-Yugoslavia de los presuntos criminales de guerra Mladić y Hadžić. Finalmente, el 2 de marzo de 2012, los jefes de Estado y de Gobierno de la UE concedieron a Serbia el estatus oficial de país candidato a la adhesión.

## Contexto
La declaración de independencia dividió a los estados entre aquellos que la apoyaron, como Estados Unidos, sus principales aliados y parte de la Unión Europea; y aquellos que se opusieron como la propia Serbia, Rusia y sus aliados, y estados como España y gran parte de América, que se mostraron contrarios al reconocimiento de la provincia serbia como Estado independiente.

## Historia
El gobierno serbio, firmó el Acuerdo de estabilización y asociación (AEA) el 29 de abril de 2008. Vojislav Koštunica, primer ministro de Serbia, dijo el 1 de mayo que el ministro de Asuntos Exteriores ruso, Serguéi Lavrov, estaba de acuerdo cuando él dijo que la AEA había de firmarse. Pero un día más tarde, el 2 de mayo de 2008, juró que anularía el tratado después de las elecciones, llamándolo «una trampa», El «Tratado de Solana» y la «firma de Tadić-Đelić». Después de las elecciones parlamentarias serbias de 2008, el parlamento fue mayoritariamente renovado, y los poderes políticos que se oponían a la AEA fueron desbancados. El nuevo primer ministro serbio, Mirko Cvetković, anunció que «Una de las primeras acciones del nuevo gobierno será presentar la ratificación de la AEA con la Unión Europea ante el parlamento».
Desde el 19 de diciembre de 2009, los ciudadanos serbios no requieren de visado para estancias de menos de tres meses en los países miembros del espacio Schengen.

## Estrategia para los Balcanes Occidentales
La Estrategia para los Balcanes Occidentales (también conocida como "Una perspectiva de ampliación creíble y un mayor compromiso de la Unión Europea con los Balcanes Occidentales") es una política seguida por la Unión Europea con sus socios y candidatos a la adhesión en la región occidental de la Península Balcánica. Anunciada por el presidente de la Comisión Europea, Jean-Claude Juncker, en su discurso sobre el estado de la Unión de 2017, esta política reúne los objetivos de la estrategia global para la Política Común de Seguridad y Defensa de la Unión Europea (PCSD) y la política de ampliación específica para los Estados de esta región.
El subgrupo regional de los Balcanes Occidentales está compuesto por cinco de los nueve estados candidatos (Albania, Bosnia y Herzegovina, Macedonia del Norte, Montenegro y Serbia) y Kosovo, que solo tiene el estatus de candidato potencial. Cada uno de estos estados ha firmado un Acuerdo de estabilización y asociación con la UE para facilitar su aproximación a las normas de la UE (criterios de Copenhague y eventual acervo comunitario).
Por los efectos derivados de la guerra ruso-ucraniana, los Balcanes Occidentales han adquirido mayor importancia geopolítica. Así, desde 2022 ha habido un replanteamiento de la relación bilateral y las instituciones europeas ha manifestado un interés por estabilizar la región y evitar conflictos que obliguen a desviar el foco de su respuesta a la invasión rusa de Ucrania. En consecuencia, la percepción de Rusia como un agresor ha ejercido de catalizador para reestructurar la política de ampliación de la UE. Este impulso ha implicado un cambio de paradigma respecto al rumbo tomado en 2014 cuando la Comisión Europea oficializó la parálisis de los procesos de adhesión en un momento de creciente contestación del relato europeo que fue conocido como la «fatiga europea». No obstante, la asertividad de la Comisión ha cambiado desde el final del mandato de Juncker y, sobre todo, a partir del mandato de Ursula von der Leyen.
Sin embargo, varios gobiernos de la UE —incluyendo el Eje Alemania-Francia— han considerado que la entrada de nuevos socios hace necesaria una reforma de la UE, y han expresado su preocupación, no solo sobre cómo proceder para garantizar la adhesión de nuevos Estados miembros sin que las instituciones pierdan eficacia, sino también por los insuficientes avances en las reformas de los candidatos. Y es que durante una década estas candidaturas —en diferentes fases de proceso— estuvieron marcadas por el inmovilismo y los vetos de los gobiernos de los Estados miembros, lo que incrementó el escepticismo en torno a una ampliación hacia la región.
Antes de finalizar el proceso de ampliación existen aspectos decisivos que tratar como la repartición del poder político derivado del aumento demográfico de la UE, cómo redistribuir los fondos de cohesión o cómo lograr consensos y unidad de acción cuando los Estados miembros superen la treintena, habida cuenta de los problemas existentes para alcanzar la unanimidad, sobre todo en materias como la fiscalidad o la PCSD. El sistema de mayoría cualificada en la Unión Europea que rige las votaciones en el Consejo de ministros requiere los votos del 55 % de los Estados miembros que representen a una mayoría del 65 % de la población de la Unión.

### Acuerdo de estabilización y asociación
Los acuerdos de estabilización y asociación forman parte del Proceso de Estabilización y Asociación de la UE (PEA) y de la Política Europea de Vecindad (PEV). En la actualidad, los países y territorios de los Balcanes Occidentales son el foco del PEA. Se han implementado en específico Acuerdos de Estabilización y Asociación (AEA) con varios países y territorios balcánicos que incluyen explícitamente disposiciones para la futura adhesión a la UE del país involucrado. Los AEA son similares en principio a los Acuerdos Europeos firmados con los países de Europa Central y Oriental en la década de 1990 y al Acuerdo de Asociación con Turquía.
Los Acuerdos de Estabilización y Asociación se basan principalmente en el acervo comunitario de la UE y se basan en su promulgación en la legislación de los estados y territorios cooperantes. La profundidad de la armonización de políticas que esperan los Acuerdos de Estabilización y Asociación es menor que para los Estados miembros de la UE; algunas áreas de política en el Acervo pueden no estar cubiertas por un Acuerdos de Estabilización y Asociación determinado.
Las relaciones de la UE con los estados y territorios de los Balcanes Occidentales pasaron de las "Relaciones Externas" al segmento de políticas de "Ampliación" en 2005. Desde 2015, Albania, Macedonia del Norte, Montenegro y Serbia son reconocidos oficialmente como candidatos para la membresía. Bosnia y Herzegovina y Kosovo no son reconocidos como países candidatos, sino como posibles candidatos.
A partir de abril de 2016, Albania, Bosnia y Herzegovina, Kosovo, Macedonia del Norte, Montenegro y Serbia tienen Acuerdo de Estabilización y Asociación en vigor. Anteriormente, Croacia tenía Acuerdo de Estabilización y Asociación, pero caducaría cuando se adhirieron a la UE en 2013.

## Open Balkan
Las intenciones de Open Balkan son brindar mayores oportunidades de comercio, intercambios de estudiantes y fomentar la integración de la UE en los Estados miembros, entre otras cosas. Los ciudadanos de los Estados miembros solo necesitarán una tarjeta de identificación para visitar otros Estados miembros, lo que ahorrará tiempo en los cruces fronterizos. Esta zona económica prepara a los países para convertirse en miembros de la Unión Europea.
En esta unión, los bienes y capitales entre estos países fluirían más rápido y se ahorrarían más de 30 millones de horas cruzando las fronteras de estos tres países cada año. La estimación de los proyectos del Banco Mundial ahorra US$ 3,2 mil millones, de los cuales, según el presidente Vucic, Serbia ahorraría al menos US$ 1,5 mil millones.

## Proceso de Negociación
| Acervo comunitario                                                  | Evaluación CE al inicio               | Evaluación CE en 2015          | Evaluación CE en 2016          | Proceso iniciado | Proceso completado | Capítulo abierto | Capítulo cerrado |
| ------------------------------------------------------------------- | ------------------------------------- | ------------------------------ | ------------------------------ | ---------------- | ------------------ | ---------------- | ---------------- |
| 1. Libre Movimiento de Bienes                                       | Esfuerzos adicionales necesarios      | Moderadamente preparado        | Moderadamente preparado        | 17-06-2014       | 12-09-2014         | –                | –                |
| 2. Libertad de Movimiento de Trabajadores                           | Esfuerzos adicionales necesarios      | Moderadamente preparado        | Moderadamente preparado        | 23-01-2014       | 25-03-2014         | –                | –                |
| 3. Derecho de establecimiento y libertad para administrar servicios | Esfuerzos adicionales necesarios      | Moderadamente preparado        | Moderadamente preparado        | 30-01-2014       | 13-03-2014         | –                | –                |
| 4. Libre Movimiento de Capital                                      | Esfuerzos adicionales necesarios      | Moderadamente preparado        | Moderadamente preparado        | 13-10-2014       | 15-12-2014         | 10-12-2019       | –                |
| 5. Adquisición pública                                              | Esfuerzos adicionales necesarios      | Moderadamente preparado        | Moderadamente preparado        | 21-03-2014       | 13-05-2014         | 13-12-2016       | –                |
| 6. Ley de Empresas                                                  | No se esperan grandes dificultades    | Buen nivel de preparación      | Buen nivel de preparación      | 11-12-2014       | 05-02-2015         | 11-12-2017       | –                |
| 7. Ley de Propiedad Intelectual                                     | Esfuerzos adicionales necesarios      | Buen nivel de preparación      | Buen nivel de preparación      | 24-09-2014       | 13-11-2014         | 20-06-2017       | –                |
| 8. Política de Competencia                                          | Esfuerzos adicionales necesarios      | Moderadamente preparado        | Moderadamente preparado        | 31-03-2014       | 05-11-2014         | –                | –                |
| 9. Servicios Financieros                                            | Esfuerzos adicionales necesarios      | Moderadamente preparado        | Moderadamente preparado        | 21-01-2015       | 17-03-2015         | 27-06-2019       | –                |
| 10. Sociedad y medios de información                                | Esfuerzos adicionales necesarios      | Moderadamente preparado        | Moderadamente preparado        | 22-05-2014       | 02-07-2014         | –                | –                |
| 11. Agricultura y desarrollo rural                                  | Se necesitan esfuerzos considerables  | Etapa temprana                 | Un cierto nivel de preparación | 18-03-2014       | 16-09-2014         | –                | –                |
| 12. Seguridad alimentaria, veterinaria y política fitosanitaria     | Esfuerzos adicionales necesarios      | Moderadamente preparado        | Moderadamente preparado        | 03-02-2014       | 24-10-2014         | –                | –                |
| 13. Piscifactorías                                                  | No se esperan grandes dificultades    | Moderadamente preparado        | Moderadamente preparado        | 30-09-2014       | 14-11-2014         | 25-06-2018       | –                |
| 14. Política de transporte                                          | Esfuerzos adicionales necesarios      | Moderadamente preparado        | Buen nivel de preparación      | 16-12-2014       | 27-02-2015         | 14-12-2021       | –                |
| 15. Energía                                                         | Esfuerzos adicionales necesarios      | Moderadamente preparado        | Moderadamente preparado        | 29-04-2014       | 12-06-2014         | 14-12-2021       | –                |
| 16. Impuestos                                                       | No se esperan grandes dificultades    | Moderadamente preparado        | Moderadamente preparado        | 14-10-2014       | 06-03-2015         | –                | –                |
| 17. Política económica y monetaria                                  | No se esperan grandes dificultades    | Moderadamente preparado        | Moderadamente preparado        | 02-12-2014       | 12-03-2015         | 10-12-2018       | –                |
| 18. Estadísticas                                                    | No se esperan grandes dificultades    | Moderadamente preparado        | Moderadamente preparado        | 20-05-2014       | 26-11-2014         | 10-12-2018       | –                |
| 19. Política social y empleo                                        | Esfuerzos adicionales necesarios      | Moderadamente preparado        | Moderadamente preparado        | 10-02-2014       | 26-06-2014         | –                | –                |
| 20. Política de empresas e industrial                               | No se esperan grandes dificultades    | Moderadamente preparado        | Moderadamente preparado        | 03-04-2014       | 02-07-2014         | 27-02-2017       | –                |
| 21. Redes trans-europeas                                            | Esfuerzos adicionales necesarios      | Moderadamente preparado        | Moderadamente preparado        | 29-04-2014       | 27-02-2015         | 14-12-2021       | –                |
| 22. Política Regional y coordinación de instrumentos estructurales  | Esfuerzos adicionales necesarios      | Moderadamente preparado        | Moderadamente preparado        | 01-10-2014       | 29-01-2015         | –                | –                |
| 23. Derechos jurídicos y fundamentales                              | Se necesitan esfuerzos considerables  | Un cierto nivel de preparación | Un cierto nivel de preparación | 25-09-2013       | 10-12-2013         | 18-07-2016       | –                |
| 24. Justicia, libertad y seguridad                                  | Se necesitan esfuerzos considerables  | Un cierto nivel de preparación | Un cierto nivel de preparación | 02-10-2013       | 13-12-2013         | 18-07-2016       | –                |
| 25. Ciencia e investigación                                         | No se esperan grandes dificultades    | Buen nivel de preparación      | Buen nivel de preparación      | 06-10-2014       | 01-12-2014         | 13-12-2016       | 13-12-2016       |
| 26. Educación y cultura                                             | No se esperan grandes dificultades    | Buen nivel de preparación      | Buen nivel de preparación      | 20-02-2014       | 04-04-2014         | 27-02-2017       | 27-02-2017       |
| 27. Medio ambiente                                                  | Totalmente incompatible con el acervo | Etapa temprana                 | Un cierto nivel de preparación | 15-09-2014       | 21-11-2014         | 14-12-2021       | –                |
| 28. Protección al consumidor y de la salud                          | Esfuerzos adicionales necesarios      | Moderadamente preparado        | Moderadamente preparado        | 04-12-2014       | 04-02-2015         | –                | –                |
| 29. Unión Aduanera                                                  | No se esperan grandes dificultades    | Moderadamente preparado        | Buen nivel de preparación      | 26-03-2014       | 04-06-2014         | 20-06-2017       | –                |
| 30. Relaciones exteriores                                           | No se esperan grandes dificultades    | Moderadamente preparado        | Moderadamente preparado        | 02-07-2014       | 09-10-2014         | 11-12-2017       | –                |
| 31. Política exterior, seguridad y defensa                          | No se esperan grandes dificultades    | Moderadamente preparado        | Moderadamente preparado        | 15-07-2014       | 10-10-2014         | –                | –                |
| 32. Control Financiero                                              | Se necesitan esfuerzos considerables  | Moderadamente preparado        | Moderadamente preparado        | 17-10-2013       | 26-11-2013         | 14-12-2015       | –                |
| 33. Provisiones financieras y presupuestarias                       | No se esperan grandes dificultades    | Etapa temprana                 | Etapa temprana                 | 27-01-2015       | 24-03-2015         | 25-06-2018       | –                |
| 34. Instituciones                                                   | Nada que adoptar                      | Nada que adoptar               | Nada que adoptar               | –                | –                  | –                | –                |
| 35. Otros asuntos: Relaciones con Kosovo*                           | Esfuerzos adicionales necesarios      | Moderadamente preparado        | Progreso limitado              | 22-01-2014       | 25-03-2015         | 14-12-2015       | –                |
| Progreso                                                            |                                       |                                |                                | 34 de 34         | 34 de 34           | 22 de 34         | 2 de 34          |